# سعود الرويلي
سعود خالد الرويلي (مواليد 23 أكتوبر 2004) هو لاعب كرة قدم سعودي يلعب حالياً في نادي العروبة.